# Kirche Weissenstein

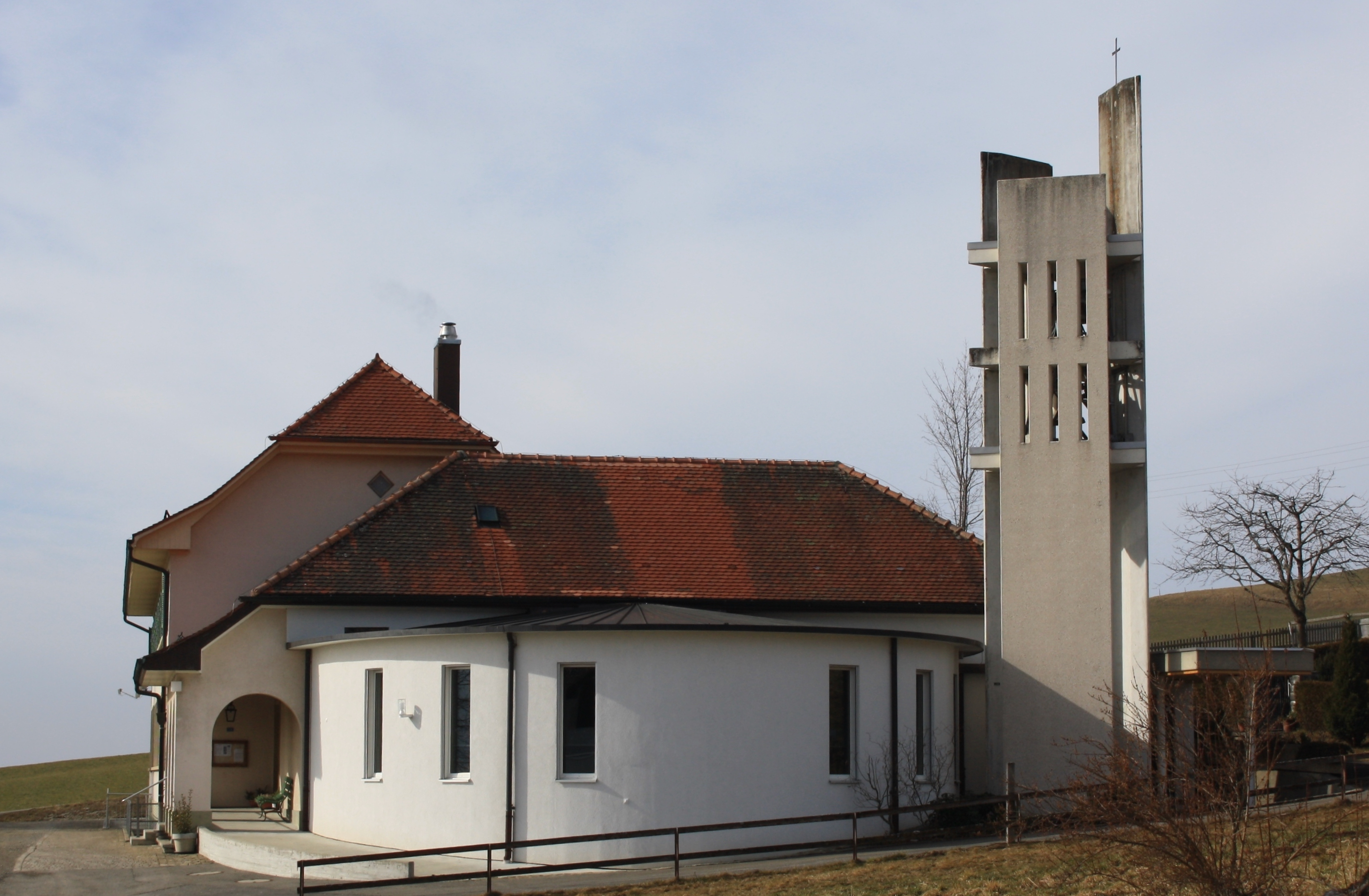
Die Kirche Weissenstein

Die Kirche Weissenstein ist die Kirche der reformierten Kirchgemeinde Weissenstein/Rechthalten im schweizerischen Kanton Freiburg.

## Geschichte
Die Kirche Weissenstein wurde 1938 als Kapelle errichtet und an das zeitgleich erbaute neue Schulhaus im Weissenstein angebaut. Das Land für die Kirche wurde von der Schulgemeinde Weissenstein zur Verfügung gestellt, während das Gebäude durch eine Reformationskollekte finanziert wurde.
Zu diesem Zeitpunkt gehörte sie der Kirchgemeinde des Sensebezirks. 
Als diese Kirchgemeinde zum 31. Dezember 1998 aufgelöst wurde, übernahm die neugegründete Kirchgemeinde Weissenstein/Rechthalten die Kapelle. Seither wird sie als Kirche genutzt. 
1987 erstellte die Kirchgemeinde neben der Kapelle einen Kirchturm im Stil des Brutalismus, in dem drei Glocken untergebracht sind. Im August 2005 wurde die Kirche, unterstützt durch eine weitere Reformationskollekte, auf die heutige Grösse erweitert. Dabei wurde die Ausrichtung von Süden auf Osten geändert.